# Studená (zámek)
Zámek Studená se nachází v obci Studená v okrese Jindřichův Hradec v Jihočeském kraji. Areál zámku je chráněn jako kulturní památka České republiky.

## Historie
První písemná zmínka o vsi pochází roku 1365, kdy byla prodána Dedřichovi z Obrataně, který zde nedlouho poté vystavěl tvrz. V patnáctém století se zde prostřídalo celkem šest majitelů. Koncem šestnáctého století přebudoval tvrz tehdejší vlastník Zachariáš z Hradce v malý renezanční lovecký zámeček, který sloužil v sedmnáctém a osmnáctém století kratochvílím držitelů telčského panství. Nynější vzhled zámku byl změněn několika přestavbami v sedmnáctém a osmnáctém století.
Po roce 1796 zámek vlastnil rod Podstadských-Lichtensteinů, kterým byl v roce 1948 odebrán. V té době již zámek sloužil jen jako sídlo správy místního velkostatku. Za komunismu byla budova zámku pronajímána. Dnes slouží jako azylový dům.

## Architektura
Zámek má obdélníkový půdorys, je dvoupatrový a má valbovou střechu. Za zámkem se nachází hospodářské budovy a bývalý pivovar. Celá stavba nese prvky klasicismu.
Fasáda východního průčelí je horizontálně rozdělena střední římsou a vertikálně rozdělena na tři části, přičemž dělicí prvky jsou čtyři vystouplé sloupy. Dvě krajní části fasády mají každá jedno okno v každém patře. Ve střední části fasády se nachází sedm oken. Okna nemají žádnou ozdobu a jsou rozdělena na šestiny. V přízemí zdobí zámek žulové ostění, v prvním patře různé štukové prvky. Jižní průčelí má fasádů dělenou čtveřicí sloupů a střední římsou. Na dvou prostředních částech jsou dvě okna. V prvním patře mají okna půlkruhové frontony, zatímco v druhém mají okna pouze rovné frontony. Pod střechou je římsa, shodná se středovou římsou. Na západě je fasáda dělena vertikální římsou. V přízemí jsou nejprve čtyři okna, následně dveře a potom další čtyři okna. V prvním patře je devět oken. Na severní straně navazuje budova zámku na řadu domů.